# Megalodontes
Megalodontes är ett släkte av steklar som beskrevs av Pierre André Latreille 1803. Megalodontes ingår i familjen Megalodontesidae.
Megalodontes är enda släktet i familjen Megalodontesidae.

## Bildgalleri

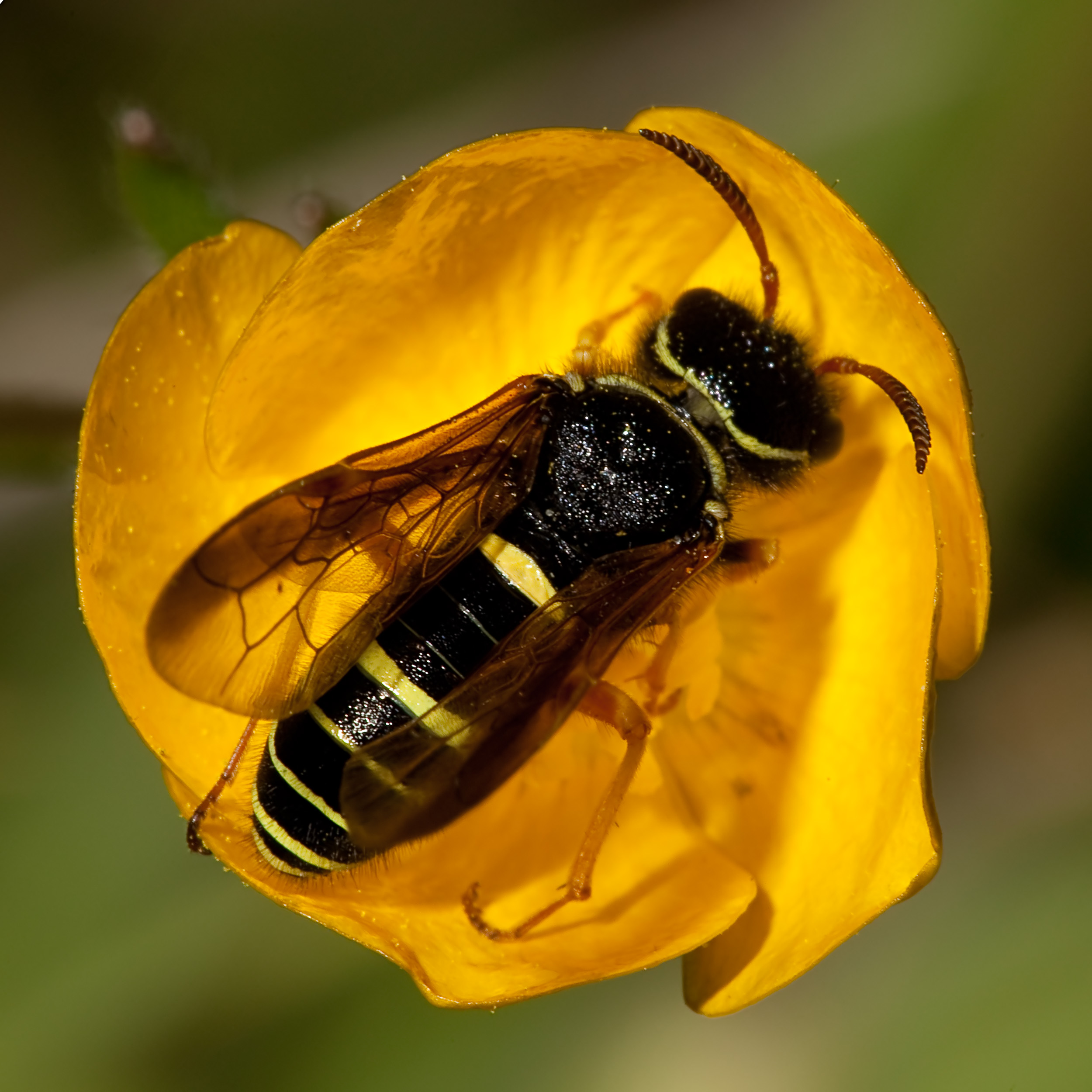
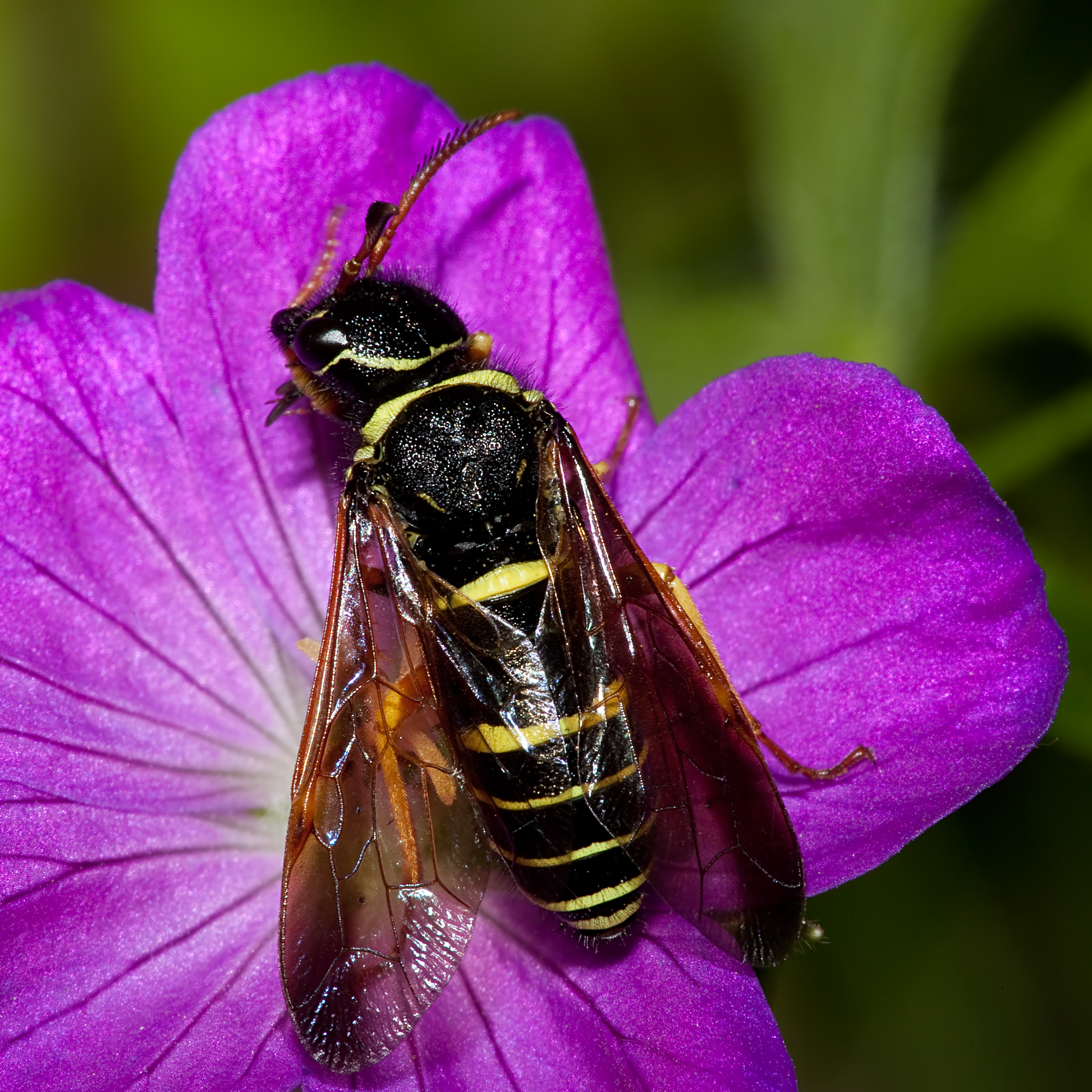
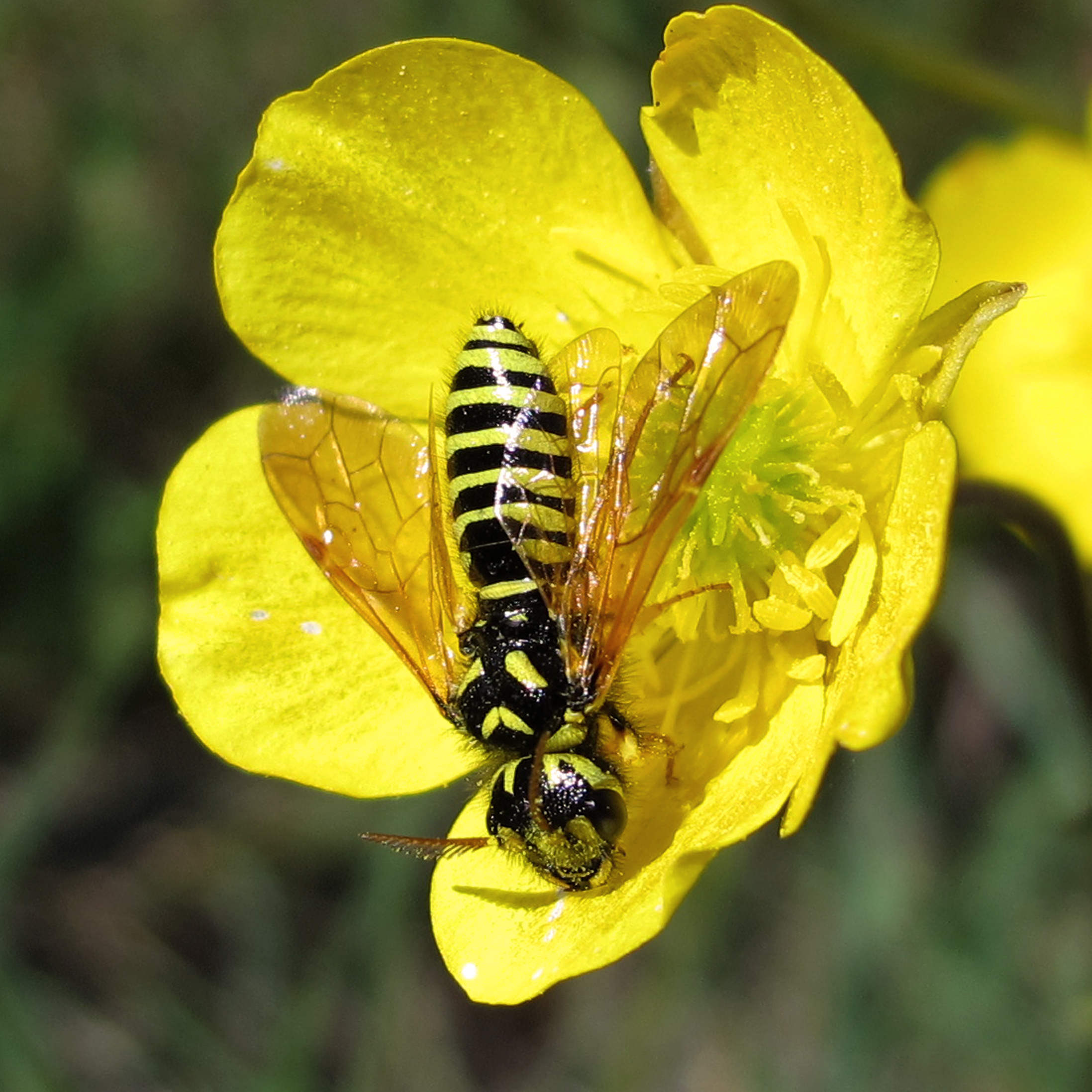
Megalodontes capitalatus